# Socavón
Socavón är en ort i Mexiko.   Den ligger i kommunen Villa de Reyes och delstaten San Luis Potosí, i den centrala delen av landet, 300 km nordväst om huvudstaden Mexico City. Socavón ligger 1 810 meter över havet och antalet invånare är 1 588.
Terrängen runt Socavón är platt åt nordväst, men åt sydost är den kuperad. Runt Socavón är det ganska glesbefolkat, med 39 invånare per kvadratkilometer. Närmaste större samhälle är Villa de Reyes, 8,4 km sydväst om Socavón. Omgivningarna runt Socavón är i huvudsak ett öppet busklandskap.